# 고양이의 품종 목록
다음 고양이의 품종 목록은 완전 집고양이 품종과 야생 고양이 잡종만을 포함한다. 이 목록에는 다양한 고양이 등록소에서 인정한 품종이 포함되며, 새로운 품종 및 실험 품종, 표준 품종으로 확립된 종, 희귀 품종, 활발하게 개발되지 않은 개체군이 포함된다.
국제 고양이 협회(TICA)는 73종의 표준 품종을 인정하고 있으며, 고양이 애호가 협회(CFA)는 45종을, 국제 고양이 연맹(FIFe)은 48종을 인정하고 있다.
등록소 간의 품종 분류와 명칭 불일치는 몇몇 품종이 등록소에 따라 다른 품종으로 간주될 수 있다는 것을 의미한다. 예를 들어, TICA의 히말라얀은 CFA에 의해 페르시안의 변종으로 간주되며, 자바니즈는 TICA와 CFA에서 발리니즈의 변종이다. 세계 고양이 연맹은 "자바니즈"를 오리엔탈 롱헤어로 인정한다. 또한, "롱헤어"는 다른 등록소에서 별개의 품종으로 인정될 수도 있다. 이런 종류의 명사적 중복과 차이점에는 많은 예가 있다. 게다가, 고양이 품종에 대한 많은 지리적, 문화적 이름은 서양 사육자들이 외래어를 더 좋게 받아들이기 위해 만들어졌기에, 그 품종이 실제로 유래되는 이름과 상당히 다른 경우가 있다. 발리니즈, 자바니즈, 히말라얀은 모두 이러한 경향의 예이다.
도메스틱 쇼트헤어와 도메스틱 롱헤어는 품종이 아니라 고양이 관련 협회에서 잡종 고양이를 털 길이로 구분하기 위해 사용되는 용어로, 특정 품종에 속하지 않는 고양이이다. 일부 등록소에서는 품종으로 인정하며, 품종 기준을 세울 때 기준으로 사용되기도 한다. 브리티시 쇼트헤어와 오리엔탈 롱헤어와 같이 비슷한 이름을 가진 표준화된 품종과 혼동해서는 안 된다.

## 품종
|                                 | 4개의 주요 기관에서 인정됨 |
|                                 | 3개의 주요 기관에서 인정됨 |
|                                 | 2개의 주요 기관에서 인정됨 |
|                                 | 1개의 주요 기관에서 인정됨 |
|                                 | 0개의 주요 기관에서 인정됨 |
| 주요 기관: CFA, TICA, FIFé, WCF |                            |

| 품종                                              | 기원 지역                                                          | 유형                                                                                         | 체형                                   | 털 종류와 길이                   | 털 무늬                                                        | 그림                                      |
| ------------------------------------------------- | ------------------------------------------------------------------ | -------------------------------------------------------------------------------------------- | -------------------------------------- | -------------------------------- | -------------------------------------------------------------- | ----------------------------------------- |
| 아비시니안                                        | 특정되지 않음. 에티오피아 부근으로 추정                            | 자연산                                                                                       | 세미 포린                              | 단모                             | 범무늬                                                         | Abyssinian                                |
| 에게                                              | 그리스                                                             | 자연산                                                                                       | 중간                                   | 중장모                           | 다중 색                                                        | Aegean                                    |
| 아메리칸 밥테일                                   | 미국                                                               | 돌연변이                                                                                     | 코비                                   | 단모/중장모                      | 모두                                                           | American Bobtail                          |
| 아메리칸 컬                                       | 미국                                                               | 돌연변이                                                                                     | 세미 포린                              | 단모/중장모                      | 모두                                                           | American Curl                             |
| 아메리칸 링테일                                   | 미국                                                               | 돌연변이                                                                                     | 포린                                   | 중장모                           | 모두                                                           |                                           |
| 아메리칸 쇼트헤어                                 | 미국                                                               | 자연산                                                                                       | 코비                                   | 단모                             | 모두                                                           | American Shorthair                        |
| 아메리칸 와이어헤어                               | 미국                                                               | 돌연변이                                                                                     | 중간                                   | 렉스                             | 모두                                                           | American Wirehair                         |
| 아나톨리                                          | 터키                                                               | 자연산                                                                                       | 중간                                   | 단모                             | 모두                                                           |                                           |
| 키프로스                                          | 키프로스                                                           | 자연산                                                                                       | 근육질                                 | 모두                             | 모두                                                           | Aphrodite Giant                           |
| 키프로스 아프로디테                               | 키프로스                                                           | 자연산                                                                                       | 근육질, 큼                             | 모두                             | 모두                                                           |                                           |
| 아라비안 마우                                     | 아라비아반도                                                       | 자연산                                                                                       | 중간 그리고 근육질                     | 단모                             | 모두                                                           | Arabian Mau                               |
| 아시안                                            | 영국에서 개발됨; 원산지는 아시아                                   | 자연산                                                                                       | 중간                                   | 단모                             | 단색                                                           | Asian                                     |
| 티파니                                            | 영국                                                               | 버미즈와 장모종과의 교배종                                                                   | 코비                                   | 중장모                           | 단색                                                           | Asian Semi-longhair                       |
| 오스트레일리안 미스트                             | 오스트레일리아                                                     | 아비시니안과 버미즈의 교배종                                                                 | 중간                                   | 단모                             | 점무늬 또는 대리석 무늬                                        | Australian Mist                           |
| 오스트레일리안 티파니                             | 오스트레일리아                                                     | 버미즈와 페르시안 친칠라의 교배종                                                            | 세미 코비                              | 중장모                           | 주로 은색이며, 검은색, 파란색, 갈색, 보라색도 일부 존재        |                                           |
| 바레인 딜문                                       | 바레인                                                             | 자연산, 일부 페르시안과의 교배종                                                             | 중간                                   | 단모                             | 범무늬                                                         |                                           |
| 발리니즈                                          | 미국에서 개발됨; 원산지는 태국                                     | 샴의 돌연변이                                                                                | 세미 포린                              | 장모                             | 컬러포인트                                                     | Balinese                                  |
| 밤비노                                            | 미국                                                               | 먼치킨과 스핑크스의 교배종                                                                   | 드워프                                 | 털 없음                          | 모두                                                           |                                           |
| 벵갈                                              | 미국에서 개발됨, 원산지는 아시아                                   | 이집션 마우와 삵의 교배종과 아비시니안의 혼혈                                                | 큼                                     | 단모                             | 점무늬, 대리석 무늬                                            |                                           |
| 버먼                                              | 태국에서 개발됨; 원산지는 버마                                     | 샴과 페르시안의 교배종                                                                       | 코비                                   | 중장모                           | 컬러포인트                                                     | Birman                                    |
| 봄베이                                            | 미국과 버마                                                        | 아메리칸 쇼트헤어와 버미즈의 교배종                                                          | 코비                                   | 단모                             | 검은색                                                         | Bombay                                    |
| 브램블                                            | 미국                                                               | 벵갈와 피터볼드의 교배종                                                                     | 큼                                     | 단모                             | 범무늬                                                         |                                           |
| 브라질리안 쇼트헤어                               | 브라질                                                             | 자연산                                                                                       | 중간                                   | 단모                             | 모두                                                           | Brazilian Shorthair                       |
| 브리티시 롱헤어                                   | 영국(잉글랜드)                                                     | 자연산                                                                                       | 코비                                   | 중장모                           | 모두                                                           | British Semi-longhair                     |
| 브리티시 쇼트헤어                                 | 영국(잉글랜드)                                                     | 자연산                                                                                       | 코비                                   | 단모                             | 모두                                                           | British Shorthair                         |
| 버미즈                                            | 버마                                                               | 자연산                                                                                       | 세미 포린 또는 세미 코비               | 단모                             | 단색이거나 거북 껍질 모양                                      | Burmese                                   |
| 버밀라                                            | 영국(잉글랜드)                                                     | 버미즈와 페르시안 친칠라의 교배종                                                            | 세미 코비                              | 단모                             | 은색                                                           | Burmilla                                  |
| 캘리포니아 스팽글드                               | 미국                                                               | 아비시니안, 아메리칸 쇼트헤어, 브리티시 쇼트헤어의 교배종                                    | 중간                                   | 단모                             | 점이 있는 범무늬                                               | California Spangled                       |
| 세일론                                            | 스리랑카                                                           | 자연산                                                                                       | 중간                                   | 단모                             | 점이 있는 범무늬                                               |                                           |
| 샹틸리 티파니                                     | 미국                                                               | 자연산                                                                                       | 코비                                   | 장모                             | 단색, 범무늬                                                   | Chantilly-Tiffany                         |
| 샤르트뢰                                          | 태국                                                               | 자연산                                                                                       | 근육질; 코비                           | 단모                             | 푸른색                                                         | Chartreux                                 |
| 쵸시                                              | 미국                                                               | 아비시니안과 정글 고양이의 교배종                                                            | 중간                                   | 단모                             | 검은색, 검은색 범무늬                                          | Chausie                                   |
| 페르시안 친칠라                                   | 이란                                                               | 페르시안의 털 색에 따른 분류                                                                 | 코비                                   | 장모                             | 털의 80%에서 90%가 흰색                                        |                                           |
| 치토                                              | 미국                                                               | 오시캣과 벵갈의 교배종                                                                       | 큼                                     | 단모                             | 범무늬                                                         |                                           |
| 컬러포인트 쇼트헤어                               | 잉글랜드, 영국                                                     | 아비시니안, 샴과 단모종의 교배종                                                             | 포린                                   | 단모                             | 컬러포인트                                                     | Colorpoint Shorthair                      |
| 코니시 렉스                                       | 콘월, 잉글랜드, 영국                                               | 돌연변이                                                                                     | 포린                                   | 렉스                             | 모두                                                           | Cornish Rex                               |
| 킴릭                                              | 맨 섬, 미국, 캐나다                                                | 맹크스의 돌연변이                                                                            | 세미 코비                              | 장모                             | 모두                                                           | Cymric                                    |
| 데본 렉스                                         | 버크패스트레이, 데본, 잉글랜드, 영국                               | 돌연변이                                                                                     | 세미 포린                              | 렉스                             | 모두                                                           | Devon Rex                                 |
| 돈스코이                                          | 러시아                                                             | 돌연변이                                                                                     | 세미 포린                              | 털 없음                          | 단색                                                           | Donskoy or Don Sphynx                     |
| 드래곤 리                                         | 중국                                                               | 자연산                                                                                       | 중간                                   | 단모                             | 범무늬                                                         |                                           |
| 엘프                                              | 미국                                                               | 스핑크스와 아메리칸 컬의 교배종                                                              | 포린                                   | 털 없음                          | 모두                                                           |                                           |
| 드웰프                                            | 미국                                                               | 아메리칸 컬, 먼치킨, 스핑크스의 교배종                                                       | 드워프                                 | 털 없음                          | 모두                                                           |                                           |
| 이집션 마우                                       | 이집트                                                             | 자연산                                                                                       | 중간 그리고 근육질                     | 단모                             | 점이 있는 범무늬                                               | Egyptian Mau                              |
| 유러피안 쇼트헤어                                 | 유럽                                                               | 자연산                                                                                       | 중간                                   | 단모                             | 모두                                                           | European Shorthair                        |
| 이그저틱 쇼트헤어                                 | 미국                                                               | 아메리칸 쇼트헤어와 페르시안의 교배종                                                        | 코비                                   | 단모                             | 모두                                                           | Exotic Shorthair                          |
| 이그저틱 롱헤어                                   | 미국                                                               | 아메리칸 쇼트헤어와 페르시안의 교배종                                                        | 코비                                   | 장모                             | 모두                                                           |                                           |
| 폴덱스                                            | 캐나다                                                             | 이그저틱 쇼트헤어와 스코티시 폴드의 교배종                                                   | 코비                                   | 단모                             | 모두                                                           | Foldex                                    |
| 포린 화이트                                       | 미국                                                               | 벵갈과 오리엔탈 쇼트헤어의 털 색에 따른 분류                                                 | 큼                                     | 단모                             | 하얀색                                                         |                                           |
| 제네타                                            | 미국                                                               | 먼치킨, 사바나, 벵갈의 교배종                                                                | 중간                                   | 단모                             | 범무늬, 대리석 무늬                                            |                                           |
| 저먼 렉스                                         | 독일                                                               | 돌연변이                                                                                     | 세미 포린                              | 렉스                             | 모두                                                           | German Rex                                |
| 하바나 브라운                                     | 영국(잉글랜드)에서 개발됨; 원산지는 태국                           | 샴과 단모종의 교배종                                                                         | 세미 포린                              | 단모                             | 갈색                                                           | Havana Brown                              |
| 하일랜더                                          | 미국                                                               | 데저트 링스와 정글 컬의 교배종                                                               | 중간                                   | 단모/장모                        | 모두                                                           | Highlander                                |
| 히말라얀                                          | 미국과 영국                                                        | 페르시안과 샴의 교배종                                                                       | 코비                                   | 장모                             | 컬러포인트                                                     | Himalayan or Colorpoint Persian           |
| 재그                                              | 미국                                                               | 사막 링스, 하일랜더 고양이, 정글고양이, 삵 등의 교배종                                       | 중간/큼                                | 단모                             | 범무늬                                                         |                                           |
| 재패니즈 밥테일                                   | 일본                                                               | 돌연변이                                                                                     | 중간                                   | 단모/장모                        | 모두                                                           | Japanese Bobtail                          |
| 자바니즈                                          | 미국과 캐나다에서 개발됨; 원산지는 아시아                          | 샴과 컬러포인트 쇼트헤어의 교배종(오리엔탈 롱헤어도 포함)                                    | 오리엔탈                               | 장모                             | 컬러포인트                                                     | Javanese or Colorpoint Longhair           |
| 정글밥                                            | 미국                                                               | 픽시 밥/쵸시와 정글 고양이의 교배종                                                          | 큼                                     | 단모/장모                        | 범무늬                                                         |                                           |
| 카나니                                            | 독일                                                               | 단모종과 아프리카 야생고양이의 교배종                                                        | 세미 포린                              | 단모                             | 검은색, 초콜릿 색 점이 있는 범무늬, 시나몬 색 점이 있는 범무늬 |                                           |
| 카렐리안 밥테일                                   | 러시아                                                             | 자연산                                                                                       | 중간                                   | 단모/중장모                      | 모두                                                           |                                           |
| 카슈미르                                          | 미국                                                               | 자연산                                                                                       | 중간                                   | 중장모/장모                      | 점무늬, 대리석 무늬                                            |                                           |
| 카오 마니                                         | 태국                                                               | 자연산                                                                                       | 중간                                   | 단모                             | 하얀색                                                         | Khao Manee                                |
| 킨카로우                                          | 미국                                                               | 먼치킨과 아메리칸 컬의 교배종                                                                | 드워프                                 | 단모                             | 모두                                                           | Kinkalow                                  |
| 코호나                                            | 미국                                                               | 자연산                                                                                       | 오리엔탈                               | 털 없음                          | 모두                                                           |                                           |
| 코랏                                              | 태국                                                               | 자연산                                                                                       | 세미 포린 또는 세미 코비 그리고 근육질 | 단모                             | 푸른색                                                         | Korat                                     |
| 콘 자                                             | 태국                                                               | 자연산                                                                                       | 작음                                   | 단모                             | 검은색                                                         |                                           |
| 쿠릴리안 밥테일                                   | 동러시아와 일본                                                    | 자연산, 돌연변이                                                                             | 세미 코비                              | 단모/장모                        | 모두                                                           | Kurilian Bobtail or Kuril Islands Bobtail |
| 램킨                                              | 미국                                                               | 먼치킨과 셀커크 렉스의 교배종                                                                | 드워프                                 | 렉스                             | 모두                                                           |                                           |
| 라펌                                              | 미국                                                               | 돌연변이                                                                                     | 중간                                   | 렉스                             | 모두                                                           | LaPerm                                    |
| 라이코이                                          | 미국                                                               | 돌연변이                                                                                     | 중간                                   | 털 없음                          | 두 색 이상의 검은색                                            | Lykoi                                     |
| 메인쿤                                            | 미국                                                               | 자연산, 교배종                                                                               | 큼                                     | 중장모에서 장모                  | 모두                                                           | Maine Coon                                |
| 말레이시아                                        | 말레이시아                                                         | 자연산                                                                                       | 중간                                   | 단모                             | 점박이, 이색털                                                 |                                           |
| 만달레이                                          | 뉴질랜드                                                           | 아비시니안과 버미즈의 교배종                                                                 | 세미 포린 또는 세미 코비               | 단모                             | 단색(짙은 색)                                                  |                                           |
| 맹크스                                            | 맨 섬                                                              | 돌연변이                                                                                     | 중간                                   | 단모/장모                        | 모두                                                           | Manx                                      |
| 메콩 밥테일                                       | 러시아                                                             | 돌연변이                                                                                     | 중간                                   | 단모                             | 컬러포인트                                                     | Mekong Bobtail                            |
| 민스킨                                            | 미국                                                               | 먼치킨과 스핑크스의 교배종                                                                   | 드워프                                 | 털 없음                          | 모두                                                           | Minskin                                   |
| 미뉴에트                                          | 미국                                                               | 페르시안과 먼치킨의 교배종                                                                   | 드워프                                 | 단모/장모                        | 모두                                                           | Minuet                                    |
| 모하비밥                                          | 미국                                                               | 셀커크 렉스와 사막 링스의 교배종                                                             | 중간                                   | 단모/장모(주로 장모)             | 모두                                                           |                                           |
| 모하비 점무늬                                     | 미국                                                               | 짐고양이와 벵갈의 교배종                                                                     | 중간                                   | 단모                             | 점이 있는 범무늬                                               |                                           |
| 먼치킨                                            | 미국                                                               | 돌연변이                                                                                     | 드워프                                 | 단모/장모                        | 모두                                                           | Munchkin                                  |
| 네벨룽                                            | 미국                                                               | 자연산, 돌연변이                                                                             | 포린                                   | 중장모                           | 파란색                                                         | Nebelung                                  |
| 네팔라얀                                          | 뉴질랜드                                                           | 히말라얀과 다지증 고양이의 잡종                                                              | 중간                                   | 단모/장모                        | 컬러포인트                                                     |                                           |
| 네바마스커레이드                                  | 러시아                                                             | 히말라얀의 털 색에 따른 분류                                                                 | 중간                                   | 장모                             | 회색                                                           |                                           |
| 뉴질랜드                                          | 뉴질랜드                                                           | 자연산                                                                                       | 중간                                   | 단모                             | 범무늬 및 회색                                                 |                                           |
| 노르웨이 숲                                       | 노르웨이                                                           | 자연산                                                                                       | 코비                                   | 장모                             | 컬러포인트에 한해 모두                                         | Norwegian Forest Cat                      |
| 오시캣                                            | 미국                                                               | 아비시니안, 아메리칸 쇼트헤어, 샴의 교배종                                                   | 큼                                     | 단모                             | 점이 있는 범무늬                                               | Ocicat                                    |
| 오호스 아즐레스                                   | 미국                                                               | 교배종                                                                                       | 중간                                   | 단모                             | 모두                                                           | Ojos Azules                               |
| 오리건 렉스                                       | 미국                                                               | 돌연변이                                                                                     |                                        | 렉스                             |                                                                |                                           |
| 오리엔탈 바이컬러                                 | 미국과 영국에서 개발됨, 후에는 유럽 대륙에서 개발됨; 원산지는 태국 | 오리엔탈 쇼트헤어의 털 색에 따른 분류                                                        | 오리엔탈                               | 단모                             | 두색                                                           | Oriental Bicolor                          |
| 오리엔탈 롱헤어                                   | 미국과 영국에서 개발됨; 원산지는 태국                              | 오리엔탈 쇼트헤어와 장모종의 교배종                                                          | 오리엔탈                               | 중장모                           | 모두; 컬러포인트이면 자바니즈로 여겨짐                         | Oriental Longhair                         |
| 오리엔탈 쇼트헤어                                 | 미국과 영국에서 개발됨; 원산지는 태국                              | 유러피안 쇼트헤어와 샴의 교배종                                                              | 오리엔탈                               | 단모                             | 모두                                                           | Oriental Shorthair                        |
| 오위히 밥                                         | 미국                                                               | 샴과 맹크스의 교배종                                                                         | 오리엔탈                               | 단모/장모                        | 컬러포인트                                                     |                                           |
| 페르시안                                          | 미국과 유럽에서 개발됨; 원산지는 이란                              | 트래디셔널 페르시안의 돌연변이                                                               | 코비                                   | 장모                             | 컬러포인트에 한해 모두                                         | Persian, modern                           |
| 트래디셔널 페르시안                               | 이란                                                               | 자연산, 몇몇은 터키시 앙고라와의 교배종                                                      | 코비                                   | 장모                             | 컬러포인트에 한해 모든 색                                      | Traditional Persian                       |
| 팬서렛                                            | 미국                                                               | 벵갈과 메인쿤의 교배종, 또는 픽시밥과 정글고양이의 교배종                                    | 중간/큼                                | 단모/중단모                      | 검은색                                                         |                                           |
| 피터볼드                                          | 러시아                                                             | 돈스코이, 오리엔탈 쇼트헤어, 샴의 교배종, 이전에는 발리니즈와 자바니즈의 교배종              | 오리엔탈                               | 털 없음, 짧은 직모               | 모두                                                           | Peterbald                                 |
| 픽시 밥                                           | 미국                                                               | 돌연변이(밥캣의 잡종이 아님)                                                                 | 중간                                   | 단모                             | 점이 있는 범무늬                                               | Pixie-bob                                 |
| 라가머핀                                          | 미국                                                               | 랙돌과 제한된 양의 장모종(히말라얀, 페르시안 등)의 교배                                      | 코비                                   | 장모                             | 모두                                                           | Ragamuffin                                |
| 랙돌                                              | 미국                                                               | 페르시안, 터키시 앙고라, 버먼, 버마 사이의 교배종으로 추정되는 종의 돌연변이                 | 코비                                   | 장모                             | 컬러포인트, 두색                                               | Ragdoll                                   |
| 라아스                                            | 라아스 섬, 인도네시아                                              | 자연산                                                                                       | 중간                                   | 장모                             | 푸른색, 시나몬 색, 시나몬 색 컬러포인트                        | Raas                                      |
| 러시안 블루                                       | 러시아                                                             | 자연산                                                                                       | 중간, 오리엔탈                         | 단모                             | 푸른색                                                         | Russian Blue                              |
| 러시안 화이트, 러시안 블랙, 러시안 태비           | 오스트레일리아에서 개발됨; 원산지는 러시아                         | 러시안 블루와 시베리아의 단모종 고양이와의 교배종                                            | 중간                                   | 단모                             | 하얀색, 검은색, 범무늬                                         |                                           |
| 사파리                                            | 미국                                                               | 집고양이와 조프루아고양이의 교배종                                                           | 큼                                     | 단모                             | 범무늬                                                         |                                           |
| 샘 사웨트                                         | 태국                                                               | 타이의 털 색에 따른 분류                                                                     | 중간                                   | 단모                             | 단색                                                           |                                           |
| 사바나                                            | 미국                                                               | 집고양이와 서벌의 교배종                                                                     | 큼                                     | 단모                             | 점무늬                                                         | Savannah                                  |
| 스코티시 폴드                                     | 영국(스코틀랜드)                                                   | 뼈와 귀 연골의 돌연변이                                                                      | 코비                                   | 단모/장모                        | 모두                                                           | Lilac-coated Scottish Fold                |
| 셀커크 렉스                                       | 1988년 미국                                                        | 아메리칸 쇼트헤어, 페르시안, 히말라얀, 이그저틱 쇼트헤어, 브리티시 쇼트헤어의 교배종 및 혼혈 | 큼 그리고 코비                         | 단모/장모 (초기 고양이는 중장모) | 모두                                                           |                                           |
| 세렝게티                                          | 미국                                                               | 벵갈과 오리엔탈 쇼트헤어의 교배종 및 혼혈                                                    | 오리엔탈                               | 단모                             | 점무늬                                                         | Serengeti                                 |
| 세라데 쁘띠                                       | 태국                                                               | 자연산                                                                                       | 세미 코비                              | 단모                             | 황갈색, 주황색, 하얀색                                         | Serrade petit                             |
| 세이셸                                            | 영국                                                               | 오리엔탈 쇼트헤어와 샴의 교배종                                                              | 오리엔탈                               | 단모                             | 점박이                                                         |                                           |
| 샴                                                | 미국과 유럽에서 개발됨; 원산지는 태국                              | 타이의 돌연변이                                                                              | 오리엔탈                               | 단모                             | 컬러포인트                                                     | Siamese                                   |
| 시벨라                                            | 미국                                                               | 랙돌의 털 색에 따른 분류                                                                     | 코비                                   | 장모                             | 모두(은색 제외)                                                |                                           |
| 시베리안                                          | 러시아, 우크라이나                                                 | 자연산                                                                                       | 세미 코비                              | 중장모                           | 모두                                                           | Siberian                                  |
| 싱가푸라                                          | 미국에서 개발됨; 원산지는 싱가포르                                 | 먼치킨을 제외한 작은 종의 교배종의 돌연변이                                                  | 작음                                   | 단모                             | 범무늬                                                         | Singapura                                 |
| 스쿠쿰                                            | 미국                                                               | 먼치킨과 라펌의 교배종                                                                       | 드워프, 렉스                           | 단모/장모                        | 곱슬곱슬한 털, 색상은 모두                                     |                                           |
| 스노우슈                                          | 미국                                                               | 아메리칸 쇼트헤어와 샴의 교배종                                                              | 중간                                   | 단모                             | 컬러포인트                                                     | Snowshoe                                  |
| 소코케                                            | 케냐                                                               | 자연산                                                                                       | 중간                                   | 단모                             | 범무늬                                                         | Sokoke                                    |
| 소말리                                            | 미국, 캐나다                                                       | 돌연변이                                                                                     | 코비                                   | 장모                             | 범무늬                                                         | Somali                                    |
| 스핑크스                                          | 캐나다, 유럽                                                       | 돌연변이                                                                                     | 오리엔탈                               | 털 없음                          | 모두                                                           | Sphynx                                    |
| 수팔락                                            | 태국                                                               | 자연산                                                                                       | 중간                                   | 단모                             | 붉은색에 가까운 갈색                                           | Suphalak                                  |
| 테네시 렉스                                       | 미국                                                               | 자연산                                                                                       | 중간                                   | 렉스                             | 곱슬거리는 털, 색상은 모두                                     |                                           |
| 타이                                              | 태국                                                               | 자연산                                                                                       | 중간                                   | 단모                             | 컬러포인트                                                     | Thai                                      |
| 타이 라일락, 타이 블루 포인트, 타이 라일락 포인트 | 태국                                                               | 코랏의 털 색에 따른 분류                                                                     | 중간                                   | 단모                             | 보라색과 컬러포인트 (파란색과 보라색이 유일)                   | Thai Lilac                                |
| 티베탄                                            | 네덜란드                                                           | 발리니즈와 버미즈의 교배종                                                                   | 중간                                   | 중장모                           | 컬러포인트                                                     |                                           |
| 통키니즈                                          | 캐나다, 미국                                                       | 버미즈와 샴의 교배종                                                                         | 오리엔탈                               | 단모                             | 컬러포인트, 밍크, 단색                                         | Tonkinese                                 |
| 토이밥                                            | 러시아                                                             | 단모종 고양이                                                                                | 드워프                                 | 단모                             | 모두                                                           |                                           |
| 토이거                                            | 미국                                                               | 벵갈과 단모종의 교배종 및 혼혈                                                               | 중간                                   | 단모                             | 고등어 범무늬                                                  | Toyger                                    |
| 터키시 앙고라                                     | 터키                                                               | 자연산                                                                                       | 세미 코비                              | 중장모                           | 모두                                                           | Turkish Angora                            |
| 터키시 반                                         | 영국(잉글랜드)에서 개발됨; 원산지는 터키                           | 자연산                                                                                       | 세미 코비                              | 중장모                           | 반 패턴                                                        | Turkish Van                               |
| 반                                                | 터키                                                               | 자연산                                                                                       | 날씬함                                 | 장모                             | 하얀색                                                         | Van cat                                   |
| 유크레이니언 레브코이                             | 우크라이나                                                         | 돈스코이와 스코티시 폴드의 교배종                                                            | 중간                                   | 털 없음                          | 회색                                                           | Ukrainian Levkoy                          |
| 우랄 렉스                                         | 러시아                                                             | 자연산                                                                                       | 중간                                   | 렉스                             | 모두(갈색 계열 제외, 얼룩무늬 제외)                            |                                           |
| 우수리                                            | 러시아                                                             | 집고양이와 정글고양이의 교배종                                                               | 중간                                   | 단모                             | 범무늬                                                         |                                           |
| 요크 초콜릿                                       | 뉴욕, 미국                                                         | 자연산                                                                                       | 중간                                   | 장모                             | 초콜릿 색, 보라색, 또는 이 색들과 하얀색의 혼합                | York Chocolate                            |

## 같이 보기
- 개 품종

### 내용주
1. ↑  오리엔탈, 포린, 세미 포린, 세미 코비, 코비로 갈수록 뭉툭한 몸매를 가진다.
2. 1 2 3 4 5 6 7 8  "드워프"는 짧은 다리를 가진 고양이를 의미한다.
3. ↑  킴릭은 종종 별도의 품종이 아닌 장모의 맹크스 변종으로 분류된다.(GCCF에서 "Semi-longhair Manx Variant"로 분류한다.)
4. ↑  킴릭의 정확한 기원에 대해서는 약간의 논쟁이 있다. 킴릭의 짧은 꼬리를 유발하는 특정한 우성 상염색체 유전자(M)는 아일랜드 해의 맨섬에 사는 고양이들에게서 발견되었지만, 이 종 자체는 1960년대에 맨섬에서 온 캐나다의 브리더 라이트(Blair Wright)와 미국의 레슬리 팔테이섹(Leslie Falteisek)에 의해 개발되었다.
5. ↑  CFA와 TICA와 같은 일부 등록소들은 히말라얀을 페르시안의 컬러포인트 변종으로 분류한다. 다른 종들은 장모 샴의 아종으로 분류한다. WCF는 히말라얀, 컬러포인트 쇼트헤어, 자바니즈/컬러포인트 롱헤어를 단일 품종인 컬러포인트로 통합했다.
6. ↑  많은 동양 국가에서 11세기부터 발견된 증거품으로 인해, 이 고양이들은 중국에서 기원하여 일본으로 옮겨졌을 가능성이 있다. 그러나 재패니즈 밥테일이 처음 수입된 것은 1960년대 일본에서였다.
7. ↑  "컬러포인트 롱헤어"는 여러 가지 의미를 가지며, "자바니즈"는 다른 품종에 사용되었다. WCF는 또한 컬러포인트 자바니즈/컬러포인트 롱헤어, 히말라얀, 컬러포인트 쇼트헤어를 단일 품종인 컬러포인트로 통합했다. CFA, TICA 및 기타 등록소에서는 자바니즈/컬러포인트 롱헤어가 다시 발리니즈로 병합되어 품종 분류가 되었다.
8. 1 2  CFA를 포함한 일부 등록소에서는 오리엔탈 쇼트헤어와 오리엔탈 롱헤어는 두 개의 갈래(단모와 장모)를 가진 오리엔탈이라는 단일 품종이다.
9. ↑  타이는 원래 얼굴이 둥글고 몸집이 두툼한 샴의 새로운 이름이다.

### 참조주
1. ↑  “Browse All Breeds”. 《The International Cat Association》. 2018년 7월 31일. 2015년 7월 22일에 원본 문서에서 보존된 문서. 2022년 2월 4일에 확인함.
2. ↑  “CFA Breeds”. 《The Cat Fanciers' Association》. 2022년 1월 12일에 원본 문서에서 보존된 문서. 2022년 2월 4일에 확인함.
3. ↑  “Breed Standards”. 2013년 2월 18일에 원본 문서에서 보존된 문서.
4. ↑  Somerville, Louisa (2007). 《The Ultimate Guide to Cat Breeds》. Edison, New Jersey: Chartwell Books. 44쪽. ISBN 9780785822646. There is a lot of confusion surrounding the use of this name in the cat world, although it is always used to describe cats of distinctly Oriental type. It has been adopted simply because of the tradition which has grown up for using the names of countries and islands from south-eastern Asia for other Oriental breeds, such as the Siamese and Balinese.
5. ↑  “Finding the Purr-fect Pedigreed Kitten – The Cat Fanciers' Association, Inc”. 2022년 6월 29일에 확인함.
6. ↑  “Domestic Longhair: Cat Breeds/Breed Information” (미국 영어). 2021년 3월 15일. 2022년 6월 29일에 확인함.
7. ↑  “Domestic Longhair: Cat Breeds/Breed Information” (미국 영어). 2021년 3월 15일. 2022년 6월 29일에 확인함.
8. ↑  “보관된 사본” (PDF). 2017년 3월 1일에 원본 문서 (PDF)에서 보존된 문서. 2022년 6월 29일에 확인함.
9. ↑  “Abyssinian at a Glance”. 《The International Cat Association》. 2020년 4월 13일. 2020년 10월 20일에 확인함.
10. ↑  “Abyssinian – The Cat Fanciers' Association, Inc”. 《The Cat Fanciers' Association》. 2022년 5월 25일에 확인함.
11. ↑  “보관된 사본” (PDF). 2022년 1월 7일에 원본 문서 (PDF)에서 보존된 문서. 2022년 5월 26일에 확인함.
12. ↑  https://wcf.de/pdf-de/rasse/ABY_de_2010-01-01.pdf
13. ↑  https://www.cca-afc.com/documents/BreedStandards/ABYSSINIAN_20211101_224644.pdf
14. ↑  “Kucing ABYSSINIAN (cat) - www.kucing.biz”. 2022년 6월 28일에 확인함.
15. ↑  "Abyssinian Profile", Catz Inc., accessed 4 October 2009
16. ↑  “Kucing AEGEAN (cat) - www.kucing.biz”. 2022년 6월 28일에 확인함.
17. ↑  “The American Bobtail Breed”. 《The International Cat Association》. 2020년 4월 13일. 2020년 10월 20일에 확인함.
18. ↑  “American Bobtail – The Cat Fanciers' Association, Inc”. 《The Cat Fanciers' Association》. 2022년 5월 25일에 확인함.
19. ↑  https://wcf.de/pdf-de/rasse/American-Bobtail-SH_DE.pdf
20. ↑  https://www.cca-afc.com/documents/BreedStandards/AMERICAN_BOBTAIL_20220117_225408.pdf
21. ↑  “Kucing AMERICAN BOBTAIL Shorthair (cat) - www.kucing.biz”. 2022년 6월 28일에 확인함.
22. ↑  “Kucing AMERICAN BOBTAIL Longhair (cat) - www.kucing.biz”. 2022년 6월 28일에 확인함.
23. 1 2 3 4 5 6 7 8 9 10 11 12 13 14 15 16 17 18 19 20 21 22 23 24 25 26 27 28 29 30 31 32 33 34 35 36 37 38 39 40 41 42 43 44 45 46  "The Royal Canin Cat Encyclopedia", Aniwa Publishing: Paris, 2005.
24. ↑  “The American Curl Breed”. 《The International Cat Association》. 2020년 1월 28일. 2020년 10월 20일에 확인함.
25. ↑  “American Curl – The Cat Fanciers' Association, Inc”. 《The Cat Fanciers' Association》. 2022년 5월 25일에 확인함.
26. ↑  “보관된 사본” (PDF). 2017년 3월 2일에 원본 문서 (PDF)에서 보존된 문서. 2022년 5월 26일에 확인함.
27. ↑  https://wcf.de/pdf-de/rasse/ACS_de_2010-01-01.pdf
28. ↑  https://www.cca-afc.com/documents/BreedStandards/AMERICAN_CURL_20220117_225434.pdf
29. ↑  “Kucing AMERICAN CURL Longhair (cat) - www.kucing.biz”. 2022년 6월 28일에 확인함.
30. ↑  “Kucing AMERICAN CURL Shorthair (cat) - www.kucing.biz”. 2022년 6월 28일에 확인함.
31. ↑  “Kucing AMERICAN RINGTAIL (cat) - www.kucing.biz”. 2022년 6월 28일에 확인함.
32. ↑  “American Shorthair Breeders”. 《The International Cat Association》 (영국 영어). 2022년 5월 25일에 확인함.
33. ↑  “American Shorthair – The Cat Fanciers' Association, Inc”. 《The Cat Fanciers' Association》. 2022년 5월 25일에 확인함.
34. ↑  https://wcf.de/pdf-de/rasse/ASH_de_2010-01-01.pdf
35. ↑  https://www.cca-afc.com/documents/BreedStandards/AMERICAN_SHORTHAIR_20211101_224709.pdf
36. ↑  “Kucing AMERICAN SHORTHAIR (ASH) (cat) - www.kucing.biz”. 2022년 6월 28일에 확인함.
37. ↑  “American Wirehair Breeders”. 《The International Cat Association》 (영국 영어). 2022년 5월 25일에 확인함.
38. ↑  “American Wirehair – The Cat Fanciers' Association, Inc”. 《The Cat Fanciers' Association》. 2022년 5월 25일에 확인함.
39. ↑  https://wcf.de/pdf-de/rasse/AWH_de_2010-01-01.pdf
40. ↑  https://www.cca-afc.com/documents/BreedStandards/AMERICAN_WIREHAIR_20211101_224729.pdf
41. ↑  “Kucing AMERICAN WIREHAIR (AWH) (cat) - www.kucing.biz”. 2022년 6월 28일에 확인함.
42. ↑  https://wcf.de/pdf-de/rasse/ANA_de_2010-01-01.pdf
43. ↑  “Kucing ANATOLIAN (Turkish Shorthair, Anadolu Kedisi) (cat) - www.kucing.biz”. 2022년 6월 28일에 확인함.
44. ↑  “Oldest Known Pet Cat? 9,500-Year-Old Burial Found on Cyprus” (영어). 2004년 4월 8일. 2022년 6월 29일에 확인함.
45. ↑  https://wcf.de/pdf-de/rasse/Aphrodite-de-KH.pdf
46. ↑  “Kucing APHRODITE (Cyprus Mountain Giant) (cat) - www.kucing.biz”. 2022년 6월 28일에 확인함.
47. ↑  https://wcf.de/pdf-de/rasse/ARM_de_2010-01-01.pdf
48. ↑  “Kucing ARABIAN MAU (cat) - www.kucing.biz”. 2022년 6월 28일에 확인함.
49. ↑  https://www.gccfcats.org/wp-content/uploads/2021/10/AsianBP.pdf
50. ↑  Pets. “Asian cat - Characteristics and character - Cat breeds” (영어). 2022년 6월 29일에 확인함.
51. ↑  “Kucing ASIAN SEMI-LONGHAIR (Tiffanie, Burmila Semi-longhair) (cat) - www.kucing.biz”. 2022년 6월 28일에 확인함.
52. ↑  “Australian Mist Breeders”. 《The International Cat Association》 (영국 영어). 2022년 5월 25일에 확인함.
53. ↑  https://wcf.de/pdf-de/rasse/AUM_de_2010-01-01.pdf
54. ↑  “Kucing AUSTRALIAN MIST (Spotted Mist) (cat) - www.kucing.biz”. 2022년 6월 28일에 확인함.
55. ↑  “Kucing AUSTRALIAN TIFFANIE (Austiff) (cat) - www.kucing.biz”. 2022년 6월 28일에 확인함.
56. ↑  “Kucing BAHRAINI DILMUN (cat) - www.kucing.biz”. 2022년 6월 28일에 확인함.
57. ↑  “Balinese Breeders”. 《The International Cat Association》 (영국 영어). 2022년 5월 25일에 확인함.
58. ↑  “Balinese – The Cat Fanciers' Association, Inc”. 《The Cat Fanciers' Association》. 2022년 5월 25일에 확인함.
59. ↑  “보관된 사본” (PDF). 2020년 2월 8일에 원본 문서 (PDF)에서 보존된 문서. 2022년 5월 26일에 확인함.
60. ↑  “보관된 사본” (PDF). 2022년 6월 7일에 원본 문서 (PDF)에서 보존된 문서. 2022년 6월 7일에 확인함.
61. ↑  https://www.cca-afc.com/documents/BreedStandards/BALINESE_20220530_210839.pdf
62. ↑  “Kucing BALINESE (Siamese Longhair) (cat) - www.kucing.biz”. 2022년 6월 28일에 확인함.
63. ↑  “Kucing BAMBINO (Bambinos) (cat) - www.kucing.biz”. 2022년 6월 28일에 확인함.
64. ↑  “Bengal Breeders”. 《The International Cat Association》 (영국 영어). 2022년 5월 25일에 확인함.
65. ↑  “Bengal – The Cat Fanciers' Association, Inc”. 《The Cat Fanciers' Association》. 2022년 5월 25일에 확인함.
66. ↑  “보관된 사본” (PDF). 2017년 6월 15일에 원본 문서 (PDF)에서 보존된 문서. 2022년 5월 26일에 확인함.
67. ↑  “보관된 사본” (PDF). 2022년 6월 7일에 원본 문서 (PDF)에서 보존된 문서. 2022년 6월 7일에 확인함.
68. ↑  https://www.cca-afc.com/documents/BreedStandards/BENGAL_20211106_231837.pdf
69. ↑  “Kucing BENGAL (cat) - www.kucing.biz”. 2022년 6월 28일에 확인함.
70. ↑  “Birman Breeders”. 《The International Cat Association》 (영국 영어). 2022년 5월 25일에 확인함.
71. ↑  “Birman – The Cat Fanciers' Association, Inc”. 《The Cat Fanciers' Association》. 2022년 5월 25일에 확인함.
72. ↑  “보관된 사본” (PDF). 2022년 1월 7일에 원본 문서 (PDF)에서 보존된 문서. 2022년 5월 26일에 확인함.
73. ↑  https://wcf.de/pdf-de/rasse/SBI_de_2010-01-01.pdf
74. ↑  https://www.cca-afc.com/documents/BreedStandards/BIRMAN_(Sacred_Cat_of_Burma)_20211106_230913.pdf
75. ↑  “Kucing BIRMAN (Burma, Birma) (cat) - www.kucing.biz”. 2022년 6월 28일에 확인함.
76. ↑  “Bombay Breeders”. 《The International Cat Association》 (영국 영어). 2022년 5월 25일에 확인함.
77. ↑  “Bombay – The Cat Fanciers' Association, Inc”. 《The Cat Fanciers' Association》. 2022년 5월 25일에 확인함.
78. ↑  https://wcf.de/pdf-de/rasse/BOM_de_2010-01-01.pdf
79. ↑  https://www.cca-afc.com/documents/BreedStandards/BOMBAY_20220216_003516.pdf
80. ↑  “Kucing BOMBAY (American/British Bombay, Australian Bombay) (cat) - www.kucing.biz”. 2022년 6월 28일에 확인함.
81. ↑  “Kucing BRAMBLE (cat) - www.kucing.biz”. 2022년 6월 28일에 확인함.
82. ↑  https://wcf.de/pdf-de/rasse/BRA_de_2010-01-01.pdf
83. ↑  “Kucing BRAZILLIAN SHORTHAIR (cat) - www.kucing.biz”. 2022년 6월 28일에 확인함.
84. ↑  “British Longhair Breeders”. 《The International Cat Association》 (영국 영어). 2022년 5월 25일에 확인함.
85. 1 2  “보관된 사본” (PDF). 2023년 5월 10일에 원본 문서 (PDF)에서 보존된 문서. 2022년 5월 26일에 확인함.
86. ↑  https://wcf.de/pdf-de/rasse/BLH_de_2021-12-30.pdf
87. 1 2  https://www.cca-afc.com/documents/BreedStandards/CHANTILLY_(Experimental)_20200203_002927.pdf
88. ↑  “Kucing BRITISH LONGHAIR (Britanica Longhair, Lowlander) (cat) - www.kucing.biz”. 2022년 6월 28일에 확인함.
89. ↑  “British Shorthair Breeders”. 《The International Cat Association》 (영국 영어). 2022년 5월 25일에 확인함.
90. ↑  “British Shorthair – The Cat Fanciers' Association, Inc”. 《The Cat Fanciers' Association》. 2022년 5월 25일에 확인함.
91. ↑  https://wcf.de/pdf-de/rasse/BRI_de_2021-12-30.pdf
92. ↑  “Kucing BRITISH SHORTHAIR (cat) - www.kucing.biz”. 2022년 6월 28일에 확인함.
93. ↑  “Burmese Breeders”. 《The International Cat Association》 (영국 영어). 2022년 5월 25일에 확인함.
94. ↑  “Burmese – The Cat Fanciers' Association, Inc”. 《The Cat Fanciers' Association》. 2022년 5월 25일에 확인함.
95. ↑  “보관된 사본” (PDF). 2022년 1월 7일에 원본 문서 (PDF)에서 보존된 문서. 2022년 5월 26일에 확인함.
96. ↑  https://wcf.de/pdf-de/rasse/BUR_de_2019-07-01.pdf
97. ↑  https://www.cca-afc.com/documents/BreedStandards/BURMESE_20220306_224135.pdf
98. ↑  “Kucing BURMESE (British Burmese & American Burmese) (cat) - www.kucing.biz”. 2022년 6월 28일에 확인함.
99. ↑  “Burmilla Breeders”. 《The International Cat Association》 (영국 영어). 2022년 5월 25일에 확인함.
100. ↑  “Burmilla – The Cat Fanciers' Association, Inc”. 《The Cat Fanciers' Association》. 2022년 5월 25일에 확인함.
101. ↑  “보관된 사본” (PDF). 2017년 6월 15일에 원본 문서 (PDF)에서 보존된 문서. 2022년 5월 26일에 확인함.
102. ↑  https://www.cca-afc.com/documents/BreedStandards/BURMILLA_20220324_201650.pdf
103. ↑  “Kucing BURMILLA (cat) - www.kucing.biz”. 2022년 6월 28일에 확인함.
104. ↑  “Kucing CALIFORNIA SPANGLED (cat) - www.kucing.biz”. 2022년 6월 28일에 확인함.
105. ↑  https://wcf.de/pdf-de/rasse/CEY_de_2010-01-01.pdf
106. ↑  “Kucing CEYLON (Celonese, Ceylan, Gratto di Ceylon, Sri-Lankan cat, Gatto de Ceylon) (cat) - www.kucing.biz”. 2022년 6월 28일에 확인함.
107. ↑  https://www.cca-afc.com/documents/BreedStandards/CHANTILLY_(Experimental)_20200203_002927.pdf
108. ↑  “Kucing CHANTILLY (Tiffany) (cat) - www.kucing.biz”. 2022년 6월 28일에 확인함.
109. ↑  “Chartreux Breeders”. 《The International Cat Association》 (영국 영어). 2022년 5월 25일에 확인함.
110. ↑  “Chartreux – The Cat Fanciers' Association, Inc”. 《The Cat Fanciers' Association》. 2022년 5월 26일에 확인함.
111. ↑  “보관된 사본” (PDF). 2021년 12월 28일에 원본 문서 (PDF)에서 보존된 문서. 2022년 5월 26일에 확인함.
112. ↑  https://wcf.de/pdf-de/rasse/CHA_de_2010-01-01.pdf
113. ↑  https://www.cca-afc.com/documents/BreedStandards/CHARTREUX_20220303_214740.pdf
114. ↑  “Kucing CHARTREUX (cat) - www.kucing.biz”. 2022년 6월 28일에 확인함.
115. ↑  “Chausie Breeders”. 《The International Cat Association》 (영국 영어). 2022년 5월 25일에 확인함.
116. ↑  https://wcf.de/pdf-de/rasse/Chausie_2019_09_22_DE.pdf
117. ↑  “Kucing CHAUSIE (Jungle Curl, Stone Cougar, Mountain Cougar) (cat) - www.kucing.biz”. 2022년 6월 28일에 확인함.
118. ↑  “Kucing CHINCHILLA LONGHAIR (Chinchilla Persian, Janjira) (cat) - www.kucing.biz”. 2022년 6월 28일에 확인함.
119. ↑  “Kucing CHEETOH (cat) - www.kucing.biz”. 2022년 6월 28일에 확인함.
120. ↑  “Colorpoint Shorthair – The Cat Fanciers' Association, Inc”. 《The Cat Fanciers' Association》. 2022년 5월 26일에 확인함.
121. ↑  https://www.cca-afc.com/documents/BreedStandards/COLOURPOINT_SHORTHAIR_20211106_230944.pdf
122. ↑  “Kucing COLORPOINT SHORTHAIR (cat) - www.kucing.biz”. 2022년 6월 28일에 확인함.
123. ↑  “Cornish Rex Breeders”. 《The International Cat Association》 (영국 영어). 2022년 5월 25일에 확인함.
124. ↑  “Cornish Rex – The Cat Fanciers' Association, Inc”. 《The Cat Fanciers' Association》. 2022년 5월 26일에 확인함.
125. ↑  “보관된 사본” (PDF). 2017년 3월 1일에 원본 문서 (PDF)에서 보존된 문서. 2022년 5월 26일에 확인함.
126. ↑  “보관된 사본” (PDF). 2022년 6월 7일에 원본 문서 (PDF)에서 보존된 문서. 2022년 6월 7일에 확인함.
127. ↑  https://www.cca-afc.com/documents/BreedStandards/CORNISH_REX_20220111_010431.pdf
128. ↑  “Kucing CORNISH REX (cat) - www.kucing.biz”. 2022년 6월 28일에 확인함.
129. ↑  “Cymric Breeders”. 《The International Cat Association》 (영국 영어). 2022년 5월 25일에 확인함.
130. ↑  “보관된 사본” (PDF). 2016년 1월 14일에 원본 문서 (PDF)에서 보존된 문서. 2022년 5월 26일에 확인함.
131. ↑  https://wcf.de/pdf-de/rasse/CYM_de_2010-01-01.pdf
132. ↑  https://www.cca-afc.com/documents/BreedStandards/CYMRIC_20200203_003047.pdf
133. ↑  “Kucing CYMRIC (Longhaired Manx) (cat) - www.kucing.biz”. 2022년 6월 28일에 확인함.
134. ↑  “Devon Rex Breeders”. 《The International Cat Association》 (영국 영어). 2022년 5월 25일에 확인함.
135. ↑  “Devon Rex – The Cat Fanciers' Association, Inc”. 《The Cat Fanciers' Association》. 2022년 5월 26일에 확인함.
136. ↑  “보관된 사본” (PDF). 2022년 8월 11일에 원본 문서 (PDF)에서 보존된 문서. 2022년 5월 26일에 확인함.
137. ↑  https://wcf.de/pdf-de/rasse/DRX_de_2010-01-01.pdf
138. ↑  https://www.cca-afc.com/documents/BreedStandards/DEVON_REX_20220111_010457.pdf
139. ↑  “Kucing SCOTTISH FOLD (Coupari) (cat) - www.kucing.biz”. 2022년 6월 28일에 확인함.
140. ↑  “Donskoy Breeders”. 《The International Cat Association》 (영국 영어). 2022년 5월 25일에 확인함.
141. ↑  “보관된 사본” (PDF). 2022년 1월 7일에 원본 문서 (PDF)에서 보존된 문서. 2022년 5월 26일에 확인함.
142. ↑  https://wcf.de/pdf-de/rasse/DSX_de_2010-01-01.pdf
143. ↑  https://www.cca-afc.com/documents/BreedStandards/DON_SKOY_(Experimental)_20200203_003125.pdf
144. ↑  “Kucing DONSKOY (Don Sphynx) (cat) - www.kucing.biz”. 2022년 6월 28일에 확인함.
145. ↑  “Kucing DRAGON LI (Chinese Li Hua, Li Hua Mao, Beaver Hua Mao) (cat) - www.kucing.biz”. 2022년 6월 28일에 확인함.
146. ↑  “Kucing ELF (cat) - www.kucing.biz”. 2022년 6월 28일에 확인함.
147. ↑  “Kucing DWELF (cat) - www.kucing.biz”. 2022년 6월 28일에 확인함.
148. ↑  “Egyptian Mau Breeders”. 《The International Cat Association》 (영국 영어). 2022년 5월 25일에 확인함.
149. ↑  “Egyptian Mau – The Cat Fanciers' Association, Inc”. 《The Cat Fanciers' Association》. 2022년 5월 26일에 확인함.
150. ↑  “보관된 사본” (PDF). 2022년 8월 11일에 원본 문서 (PDF)에서 보존된 문서. 2022년 5월 26일에 확인함.
151. ↑  https://wcf.de/pdf-de/rasse/MAU_de_2010-01-01.pdf
152. ↑  https://www.cca-afc.com/documents/BreedStandards/EGYPTIAN_MAU_20220306_001321.pdf
153. ↑  “Kucing EGYPTIAN MAU (cat) - www.kucing.biz”. 2022년 6월 28일에 확인함.
154. ↑  “보관된 사본” (PDF). 2023년 5월 22일에 원본 문서 (PDF)에서 보존된 문서. 2022년 5월 26일에 확인함.
155. ↑  https://wcf.de/pdf-de/rasse/KKH_de_2010-01-01.pdf
156. ↑  “Kucing EUROPEAN SHORTHAIR (Celtic/Keltic Shorthair) (cat) - www.kucing.biz”. 2022년 6월 28일에 확인함.
157. ↑  “Exotic Shorthair Breeders”. 《The International Cat Association》 (영국 영어). 2022년 5월 25일에 확인함.
158. ↑  “Exotic – The Cat Fanciers' Association, Inc”. 《The Cat Fanciers' Association》. 2022년 5월 26일에 확인함.
159. ↑  “보관된 사본” (PDF). 2016년 1월 21일에 원본 문서 (PDF)에서 보존된 문서. 2022년 5월 26일에 확인함.
160. ↑  https://wcf.de/pdf-de/rasse/EXO_de_2022-01-25.pdf
161. 1 2  https://www.cca-afc.com/documents/BreedStandards/EXOTIC_20211207_212748.pdf
162. ↑  “Kucing EXOTIC (Exotic Shorthair) (cat) - www.kucing.biz”. 2022년 6월 28일에 확인함.
163. ↑  “Kucing EXOTIC LONGHAIR (cat) - www.kucing.biz”. 2022년 6월 28일에 확인함.
164. ↑  “The Foldex”. 《showcatsonline.com》. 2014년 4월 24일에 원본 문서에서 보존된 문서. 2015년 6월 6일에 확인함.
165. ↑  https://www.cca-afc.com/documents/BreedStandards/FOLDEX_20211207_220202.pdf
166. ↑  “Kucing EXOTIC FOLD (Foldex, Exofold) (cat) - www.kucing.biz”. 2022년 6월 28일에 확인함.
167. ↑  https://wcf.de/de/siam-ori/
168. ↑  “Kucing FOREIGN WHITE (Balinese white, Oriental white, Siamese white) (cat) - www.kucing.biz”. 2022년 6월 28일에 확인함.
169. ↑  “Kucing GENETTA (cat) - www.kucing.biz”. 2022년 6월 28일에 확인함.
170. ↑  “보관된 사본” (PDF). 2022년 1월 7일에 원본 문서 (PDF)에서 보존된 문서. 2022년 5월 26일에 확인함.
171. ↑  https://wcf.de/pdf-de/rasse/GRX_de_2010-01-01.pdf
172. ↑  “Kucing GERMAN REX (Prussian Rex) (cat) - www.kucing.biz”. 2022년 6월 28일에 확인함.
173. ↑  “Havana Breeders”. 《The International Cat Association》 (영국 영어). 2022년 5월 25일에 확인함.
174. ↑  “Havana Brown – The Cat Fanciers' Association, Inc”. 《The Cat Fanciers' Association》. 2022년 5월 26일에 확인함.
175. ↑  https://wcf.de/pdf-de/rasse/Havana_2019-09-29_DE.pdf
176. ↑  https://www.cca-afc.com/documents/BreedStandards/HAVANA_BROWN_20220306_001634.pdf
177. ↑  “Highlander Breeders”. 《The International Cat Association》 (영국 영어). 2022년 5월 25일에 확인함.
178. ↑  “Himalayan Breeders”. 《The International Cat Association》 (영국 영어). 2022년 5월 25일에 확인함.
179. ↑  https://www.cca-afc.com/documents/BreedStandards/HIMALAYAN_20211207_165528.pdf
180. ↑  “Kucing HIMALAYAN (Colorpoint Longhair, Colorpoint Persian) (cat) - www.kucing.biz”. 2022년 6월 28일에 확인함.
181. ↑  “Kucing MOKAVE (Mokave Jag) (cat) - www.kucing.biz”. 2022년 6월 28일에 확인함.
182. ↑  “Japanese Bobtail Breeders”. 《The International Cat Association》 (영국 영어). 2022년 5월 25일에 확인함.
183. ↑  “Japanese Bobtail – The Cat Fanciers' Association, Inc”. 《The Cat Fanciers' Association》. 2022년 5월 26일에 확인함.
184. ↑  “보관된 사본” (PDF). 2022년 1월 7일에 원본 문서 (PDF)에서 보존된 문서. 2022년 5월 26일에 확인함.
185. ↑  https://wcf.de/pdf-de/rasse/JBT_de_2010-01-01.pdf
186. ↑  “Kucing JAPANESE BOBTAIL SH & LH (cat) - www.kucing.biz”. 2022년 6월 28일에 확인함.
187. ↑  “보관된 사본” (PDF). 2020년 1월 31일에 원본 문서 (PDF)에서 보존된 문서. 2022년 6월 7일에 확인함.
188. ↑  https://www.cca-afc.com/documents/BreedStandards/JAPANESE_BOBTAIL_20220318_233445.pdf
189. ↑  “Kucing JAVANESE (Oriental Longhair) (cat) - www.kucing.biz”. 2022년 6월 28일에 확인함.
190. ↑  “Kucing JUNGLEBOB (Jungle Bob) (cat) - www.kucing.biz”. 2022년 6월 28일에 확인함.
191. ↑  https://wcf.de/pdf-de/rasse/KAN_de_2010-01-01.pdf
192. ↑  “Kucing KANAANI (Canaan Cat) (cat) - www.kucing.biz”. 2022년 6월 28일에 확인함.
193. ↑  https://wcf.de/pdf-de/rasse/KAS_de_2010-01-01.pdf
194. ↑  “Kucing KAREL BOBTAIL (Karelian Bobtail) (cat) - www.kucing.biz”. 2022년 6월 28일에 확인함.
195. ↑  https://wcf.de/pdf-de/rasse/Cashmere_2019_07_DE.pdf
196. ↑  “Kucing CASHMERE (Pardino) (cat) - www.kucing.biz”. 2022년 6월 28일에 확인함.
197. ↑  “Khaomanee Breeders”. 《The International Cat Association》 (영국 영어). 2022년 5월 25일에 확인함.
198. ↑  “Khao Manee – The Cat Fanciers' Association, Inc”. 《The Cat Fanciers' Association》. 2022년 5월 26일에 확인함.
199. ↑  https://wcf.de/pdf-de/rasse/Khao_Manee_2019-09-29_DE.pdf
200. ↑  https://www.cca-afc.com/documents/BreedStandards/KHAOMANEE_20220306_232045.pdf
201. ↑  “Kucing KHAO MANEE (Diamond Eye) (cat) - www.kucing.biz”. 2022년 6월 28일에 확인함.
202. ↑  “Kucing KHAO MANEE (Diamond Eye) (cat) - www.kucing.biz”. 2022년 6월 28일에 확인함.
203. ↑  “Kucing KINKALOW (Kinkalow Dwarf) (cat) - www.kucing.biz”. 2022년 6월 28일에 확인함.
204. ↑  “Kucing KOHANA (Hawaiian Hairless) (cat) - www.kucing.biz”. 2022년 6월 28일에 확인함.
205. ↑  “Korat Breeders”. 《The International Cat Association》 (영국 영어). 2022년 5월 25일에 확인함.
206. ↑  “Korat – The Cat Fanciers' Association, Inc”. 《The Cat Fanciers' Association》. 2022년 5월 26일에 확인함.
207. ↑  “보관된 사본” (PDF). 2022년 5월 7일에 원본 문서 (PDF)에서 보존된 문서. 2022년 5월 26일에 확인함.
208. ↑  https://wcf.de/pdf-de/rasse/KOR_de_2010-01-01.pdf
209. ↑  https://www.cca-afc.com/documents/BreedStandards/KORAT_20220303_214721.pdf
210. ↑  “Kucing KORAT (Si-Sawat) (cat) - www.kucing.biz”. 2022년 6월 28일에 확인함.
211. ↑  Cat breeds: the Korn Ja cat characteristics and personality. Dogalize.com. 19 Maret 2017. Diakses 8 Oktober 2017.
212. ↑  “Kurilian Bobtail Breeders”. 《The International Cat Association》 (영국 영어). 2022년 5월 25일에 확인함.
213. ↑  “보관된 사본” (PDF). 2017년 3월 2일에 원본 문서 (PDF)에서 보존된 문서. 2022년 5월 26일에 확인함.
214. ↑  https://wcf.de/pdf-de/rasse/KBS_de_2010-01-01.pdf
215. ↑  https://www.cca-afc.com/documents/BreedStandards/KURILIAN_BOBTAIL_20220306_233852.pdf
216. ↑  “Kucing KURILIAN BOBTAIL SH & LH(Kuril Bobtail, Curilsk) (cat) - www.kucing.biz”. 2022년 6월 28일에 확인함.
217. ↑  “Kucing LAMBKIN (Nanus Rex, Lambkin Dwarf) (cat) - www.kucing.biz”. 2022년 6월 28일에 확인함.
218. ↑  “LaPerm Breeders”. 《The International Cat Association》 (영국 영어). 2022년 5월 25일에 확인함.
219. ↑  “LaPerm – The Cat Fanciers' Association, Inc”. 《The Cat Fanciers' Association》. 2022년 5월 26일에 확인함.
220. ↑  “보관된 사본” (PDF). 2022년 1월 7일에 원본 문서 (PDF)에서 보존된 문서. 2022년 5월 26일에 확인함.
221. ↑  https://wcf.de/pdf-de/rasse/LPS_de_2010-01-01.pdf
222. ↑  “Kucing LAPERM (cat) - www.kucing.biz”. 2022년 6월 28일에 확인함.
223. ↑  “Lykoi Breeders”. 《The International Cat Association》 (영국 영어). 2022년 5월 25일에 확인함.
224. ↑  “Lykoi – The Cat Fanciers' Association, Inc”. 《The Cat Fanciers' Association》. 2022년 5월 26일에 확인함.
225. ↑  https://wcf.de/pdf-de/rasse/Standard_Lykoi_2020-11-22_DE_final.pdf
226. ↑  https://www.cca-afc.com/documents/BreedStandards/LYKOI_20211031_211752.pdf
227. ↑  “Maine Coon Breeders”. 《The International Cat Association》 (영국 영어). 2022년 5월 25일에 확인함.
228. ↑  “Maine Coon Cat – The Cat Fanciers' Association, Inc”. 《The Cat Fanciers' Association》. 2022년 5월 26일에 확인함.
229. ↑  “보관된 사본” (PDF). 2022년 3월 17일에 원본 문서 (PDF)에서 보존된 문서. 2022년 5월 26일에 확인함.
230. ↑  https://wcf.de/pdf-de/rasse/MCO_de_2021-12-08.pdf
231. ↑  https://www.cca-afc.com/documents/BreedStandards/MAINE_COON_20211031_212505.pdf
232. ↑  “Kucing MAINE COON (American Snughead) (cat) - www.kucing.biz”. 2022년 6월 28일에 확인함.
233. ↑  Pets. “Kucing Malaysia - Characteristics and character - Cat breeds” (영어). 2022년 6월 29일에 확인함.
234. ↑  “Kucing MANDALAY (cat) - www.kucing.biz”. 2022년 6월 28일에 확인함.
235. ↑  “Manx Breeders”. 《The International Cat Association》 (영국 영어). 2022년 5월 25일에 확인함.
236. ↑  “Manx – The Cat Fanciers' Association, Inc”. 《The Cat Fanciers' Association》. 2022년 5월 26일에 확인함.
237. ↑  “보관된 사본” (PDF). 2016년 1월 14일에 원본 문서 (PDF)에서 보존된 문서. 2022년 5월 26일에 확인함.
238. ↑  https://wcf.de/pdf-de/rasse/MAN_de_2010-01-01.pdf
239. ↑  https://www.cca-afc.com/documents/BreedStandards/MANX_20200203_010625.pdf
240. ↑  “Kucing MANX (Rumpy) (cat) - www.kucing.biz”. 2022년 6월 28일에 확인함.
241. ↑  https://wcf.de/pdf-de/rasse/MBT_de_2010-01-01.pdf
242. ↑  “Kucing MEKONG BOBTAIL (cat) - www.kucing.biz”. 2022년 6월 28일에 확인함.
243. ↑  “Minskin Breeders”. 《The International Cat Association》 (영국 영어). 2022년 5월 25일에 확인함.
244. ↑  “Kucing MINSKIN (cat) - www.kucing.biz”. 2022년 6월 28일에 확인함.
245. ↑  “Minuet Breeders”. 《The International Cat Association》 (영국 영어). 2022년 5월 25일에 확인함.
246. ↑  “보관된 사본” (PDF). 2022년 6월 7일에 원본 문서 (PDF)에서 보존된 문서. 2022년 6월 7일에 확인함.
247. ↑  “Kucing NAPOLEON (cat) - www.kucing.biz”. 2022년 6월 28일에 확인함.
248. ↑  “Kucing MOHAVE BOBS (cat) - www.kucing.biz”. 2022년 6월 28일에 확인함.
249. ↑  “Kucing MOJAVE SPOTTED (cat) - www.kucing.biz”. 2022년 6월 28일에 확인함.
250. ↑  “Munchkin Breeders”. 《The International Cat Association》 (영국 영어). 2022년 5월 25일에 확인함.
251. ↑  https://wcf.de/pdf-de/rasse/MNS_de_2021-12-08.pdf
252. ↑  “Kucing MUNCHKIN (Toulouse) (cat) - www.kucing.biz”. 2022년 6월 28일에 확인함.
253. ↑  “Nebelung Breeders”. 《The International Cat Association》 (영국 영어). 2022년 5월 25일에 확인함.
254. ↑  https://wcf.de/pdf-de/rasse/NEB_de_2010-01-01.pdf
255. ↑  “Kucing NEBELUNG (cat) - www.kucing.biz”. 2022년 6월 28일에 확인함.
256. ↑  “Kucing NEPALAYAN SH & LH (cat) - www.kucing.biz”. 2022년 6월 28일에 확인함.
257. ↑  https://wcf.de/pdf-de/rasse/SIB_de_2022-02-24.pdf
258. ↑  “Kucing NEVA MASQUERADE (cat) - www.kucing.biz”. 2022년 6월 28일에 확인함.
259. ↑  “Kucing NEW ZEALAND (Australian, Antipodeon, Antipodean) (cat) - www.kucing.biz”. 2022년 6월 28일에 확인함.
260. ↑  “Norwegian Forest Breeders”. 《The International Cat Association》 (영국 영어). 2022년 5월 25일에 확인함.
261. ↑  “Norwegian Forest Cat – The Cat Fanciers' Association, Inc”. 《The Cat Fanciers' Association》. 2022년 5월 26일에 확인함.
262. ↑  “보관된 사본” (PDF). 2014년 9월 2일에 원본 문서 (PDF)에서 보존된 문서. 2022년 5월 26일에 확인함.
263. ↑  https://wcf.de/pdf-de/rasse/NFO_de_2021-12-08.pdf
264. ↑  https://www.cca-afc.com/documents/BreedStandards/NORWEGIAN_FOREST_CAT_20220301_005859.pdf
265. ↑  “Kucing NORWEGIAN FOREST (Skogkatt) (cat) - www.kucing.biz”. 2022년 6월 28일에 확인함.
266. ↑  “Ocicat Breeders”. 《The International Cat Association》 (영국 영어). 2022년 5월 25일에 확인함.
267. ↑  “Ocicat – The Cat Fanciers' Association, Inc”. 《The Cat Fanciers' Association》. 2022년 5월 26일에 확인함.
268. ↑  “보관된 사본” (PDF). 2022년 1월 7일에 원본 문서 (PDF)에서 보존된 문서. 2022년 5월 26일에 확인함.
269. ↑  https://wcf.de/pdf-de/rasse/OCI_de_2010-01-01.pdf
270. ↑  https://www.cca-afc.com/documents/BreedStandards/OCICAT_20220313_210526.pdf
271. ↑  “Kucing OCICAT (cat) - www.kucing.biz”. 2022년 6월 28일에 확인함.
272. ↑  “Kucing OJOS AZULES (cat) - www.kucing.biz”. 2022년 6월 28일에 확인함.
273. ↑  Cats, All About. “Oregon Rex” (미국 영어). 2022년 6월 29일에 확인함.
274. ↑  “Kucing ORIENTAL BICOLOUR (Foreign Bicolour) (cat) - www.kucing.biz”. 2022년 6월 28일에 확인함.
275. ↑  “Oriental Longhair Breeders”. 《The International Cat Association》 (영국 영어). 2022년 5월 25일에 확인함.
276. 1 2  “Oriental – The Cat Fanciers' Association, Inc”. 《The Cat Fanciers' Association》. 2022년 5월 26일에 확인함.
277. 1 2  “보관된 사본” (PDF). 2020년 2월 8일에 원본 문서 (PDF)에서 보존된 문서. 2022년 5월 26일에 확인함.
278. ↑  https://wcf.de/pdf-de/rasse/OLH_de_2010-01-01.pdf
279. 1 2  https://www.cca-afc.com/documents/BreedStandards/ORIENTAL_20211031_212552.pdf
280. ↑  “Kucing ORIENTAL LONGHAIR (Foreign Longhair) (cat) - www.kucing.biz”. 2022년 6월 28일에 확인함.
281. ↑  “Oriental Shorthair Breeders”. 《The International Cat Association》 (영국 영어). 2022년 5월 25일에 확인함.
282. ↑  https://wcf.de/pdf-de/rasse/OSH_de_2010-01-01.pdf
283. ↑  “Kucing ORIENTAL SHORTHAIR (Foreign Shorthair) (cat) - www.kucing.biz”. 2022년 6월 28일에 확인함.
284. ↑  “Kucing OWYHEE BOBS (cat) - www.kucing.biz”. 2022년 6월 28일에 확인함.
285. ↑  “Persian Breeders”. 《The International Cat Association》 (영국 영어). 2022년 5월 25일에 확인함.
286. ↑  “Persian – The Cat Fanciers' Association, Inc”. 《The Cat Fanciers' Association》. 2022년 5월 26일에 확인함.
287. ↑  “보관된 사본” (PDF). 2016년 1월 21일에 원본 문서 (PDF)에서 보존된 문서. 2022년 5월 26일에 확인함.
288. ↑  https://wcf.de/pdf-de/rasse/PER_de_2022-01-25.pdf
289. ↑  https://www.cca-afc.com/documents/BreedStandards/PERSIAN_20211031_212644.pdf
290. ↑  “Kucing PERSIA (Persian Longhair) (cat) - www.kucing.biz”. 2022년 6월 28일에 확인함.
291. ↑  https://wcf.de/pdf-de/rasse/TLH_de_2011-01-01.pdf
292. ↑  “Kucing PANTHERETTE (cat) - www.kucing.biz”. 2022년 6월 28일에 확인함.
293. ↑  “Peterbald Breeders”. 《The International Cat Association》 (영국 영어). 2022년 5월 25일에 확인함.
294. ↑  “보관된 사본” (PDF). 2021년 9월 24일에 원본 문서 (PDF)에서 보존된 문서. 2022년 5월 26일에 확인함.
295. ↑  https://wcf.de/pdf-de/rasse/PBD_de_2010-01-01.pdf
296. ↑  https://www.cca-afc.com/documents/BreedStandards/PETERBALD_20220205_193559.pdf
297. ↑  “Kucing PETERBALD (cat) - www.kucing.biz”. 2022년 6월 28일에 확인함.
298. ↑  “Pixiebob Breeders”. 《The International Cat Association》 (영국 영어). 2022년 5월 25일에 확인함.
299. ↑  https://wcf.de/pdf-de/rasse/Pixiebob_SH_DE_24-01-2021.pdf
300. ↑  https://www.cca-afc.com/documents/BreedStandards/PIXIEBOB_20220306_231036.pdf
301. ↑  “Kucing PIXIE-BOB Longhair (Peri-Bob Longhair) (cat) - www.kucing.biz”. 2022년 6월 28일에 확인함.
302. ↑  “Kucing DEVON REX (Devonshire Rex) (cat) - www.kucing.biz”. 2022년 6월 28일에 확인함.
303. ↑  “RagaMuffin – The Cat Fanciers' Association, Inc”. 《The Cat Fanciers' Association》. 2022년 5월 26일에 확인함.
304. ↑  https://wcf.de/pdf-de/rasse/RGM_de_2010-01-01.pdf
305. ↑  https://www.cca-afc.com/documents/BreedStandards/RAGAMUFFIN_20220306_001434.pdf
306. ↑  “Kucing RAGAMUFFIN (cat) - www.kucing.biz”. 2022년 6월 28일에 확인함.
307. ↑  “Ragdoll Breeders”. 《The International Cat Association》 (영국 영어). 2022년 5월 25일에 확인함.
308. ↑  “Ragdoll – The Cat Fanciers' Association, Inc”. 《The Cat Fanciers' Association》. 2022년 5월 26일에 확인함.
309. ↑  http://www1.fifeweb.org/dnld/std/RAG.pdf
310. ↑  “보관된 사본” (PDF). 2022년 6월 7일에 원본 문서 (PDF)에서 보존된 문서. 2022년 6월 7일에 확인함.
311. ↑  https://www.cca-afc.com/documents/BreedStandards/RAGDOLL_20211106_231117.pdf
312. ↑  “Kucing RAGDOLL (cat) - www.kucing.biz”. 2022년 6월 28일에 확인함.
313. ↑  “Cat breeds: the Raas cat characteristics and behavior” (미국 영어). 2017년 4월 7일. 2022년 6월 29일에 확인함.
314. ↑  “Russian Blue Breeders”. 《The International Cat Association》 (영국 영어). 2022년 5월 25일에 확인함.
315. ↑  “Russian Blue – The Cat Fanciers' Association, Inc”. 《The Cat Fanciers' Association》. 2022년 5월 26일에 확인함.
316. ↑  “보관된 사본” (PDF). 2022년 1월 7일에 원본 문서 (PDF)에서 보존된 문서. 2022년 5월 26일에 확인함.
317. ↑  https://wcf.de/pdf-de/rasse/Russian-Blue_2019-07-01_DE.pdf
318. ↑  https://www.cca-afc.com/documents/BreedStandards/RUSSIAN_BLUE_20220306_002055.pdf
319. ↑  “Kucing RUSSIAN BLUE (cat) - www.kucing.biz”. 2022년 6월 28일에 확인함.
320. ↑  “Kucing RUSSIAN WHITE, BLACK AND TABBY (cat) - www.kucing.biz”. 2022년 6월 28일에 확인함.
321. ↑  “Kucing SAFARI (cat) - www.kucing.biz”. 2022년 6월 28일에 확인함.
322. ↑  “Cat breeds: the Sam Sawet cat characteristics and behavior” (미국 영어). 2017년 4월 8일. 2022년 6월 29일에 확인함.
323. ↑  “Savannah Breeders”. 《The International Cat Association》 (영국 영어). 2022년 5월 25일에 확인함.
324. ↑  https://wcf.de/pdf-de/rasse/Standard_Savannah_DE_22112020.pdf
325. ↑  https://www.cca-afc.com/documents/BreedStandards/SAVANNAH_20220306_224848.pdf
326. ↑  “Kucing SAVANNAH (cat) - www.kucing.biz”. 2022년 6월 28일에 확인함.
327. ↑  “Scottish Fold Breeders”. 《The International Cat Association》 (영국 영어). 2022년 5월 25일에 확인함.
328. ↑  “Scottish Fold – The Cat Fanciers' Association, Inc”. 《The Cat Fanciers' Association》. 2022년 5월 26일에 확인함.
329. ↑  “보관된 사본” (PDF). 2022년 6월 7일에 원본 문서 (PDF)에서 보존된 문서. 2022년 6월 7일에 확인함.
330. ↑  https://www.cca-afc.com/documents/BreedStandards/SCOTTISH_FOLD_20211031_213036.pdf
331. ↑  “Kucing SCOTTISH FOLD (Coupari) (cat) - www.kucing.biz”. 2022년 6월 28일에 확인함.
332. ↑  “Selkirk Rex Breeders”. 《The International Cat Association》 (영국 영어). 2022년 5월 25일에 확인함.
333. ↑  “Selkirk Rex – The Cat Fanciers' Association, Inc”. 《The Cat Fanciers' Association》. 2022년 5월 26일에 확인함.
334. ↑  “보관된 사본” (PDF). 2022년 1월 7일에 원본 문서 (PDF)에서 보존된 문서. 2022년 5월 26일에 확인함.
335. ↑  https://wcf.de/pdf-de/rasse/SRX_de_2022-01-25.pdf
336. ↑  https://www.cca-afc.com/documents/BreedStandards/SELKIRK_REX_20220111_010530.pdf
337. ↑  “Kucing SELKIRK REX Longhair (cat) - www.kucing.biz”. 2022년 6월 28일에 확인함.
338. ↑  “Kucing SELKIRK REX Shorthair (cat) - www.kucing.biz”. 2022년 6월 28일에 확인함.
339. ↑  “Serengeti Breeders”. 《The International Cat Association》 (영국 영어). 2022년 5월 25일에 확인함.
340. ↑  “Kucing SERENGETI (cat) - www.kucing.biz”. 2022년 6월 28일에 확인함.
341. ↑  “Serrade Petit Cat Info, History, Personality, Care, Kittens, Pictures” (미국 영어). 2016년 6월 21일. 2022년 6월 29일에 확인함.
342. ↑  “Cat breeds: the Serrade Petit cat characteristics and behavior” (미국 영어). 2017년 4월 10일. 2022년 6월 29일에 확인함.
343. ↑  http://www1.fifeweb.org/dnld/std/BAL-SIA-OLH-OSH-SYL-SYS.pdf%5B깨진+링크(과거+내용+찾기)%5D
344. ↑  “Kucing SEYCHELLOIS SH & LH (Balinese bicolour) (cat) - www.kucing.biz”. 2022년 6월 28일에 확인함.
345. ↑  “Siamese Breeders”. 《The International Cat Association》 (영국 영어). 2022년 5월 25일에 확인함.
346. ↑  “Siamese – The Cat Fanciers' Association, Inc”. 《The Cat Fanciers' Association》. 2022년 5월 26일에 확인함.
347. ↑  “보관된 사본” (PDF). 2020년 2월 8일에 원본 문서 (PDF)에서 보존된 문서. 2022년 5월 26일에 확인함.
348. ↑  “보관된 사본” (PDF). 2022년 6월 7일에 원본 문서 (PDF)에서 보존된 문서. 2022년 6월 7일에 확인함.
349. ↑  https://www.cca-afc.com/documents/BreedStandards/SIAMESE_20211106_231028.pdf
350. ↑  “Kucing SIAMESE (Siam) (cat) - www.kucing.biz”. 2022년 6월 28일에 확인함.
351. ↑  “Kucing SIBELLA (Self Coloured Ragdoll, Non Pointed Ragdoll) (cat) - www.kucing.biz”. 2022년 6월 28일에 확인함.
352. ↑  “Siberian Breeders”. 《The International Cat Association》 (영국 영어). 2022년 5월 25일에 확인함.
353. ↑  “Siberian – The Cat Fanciers' Association, Inc”. 《The Cat Fanciers' Association》. 2022년 5월 26일에 확인함.
354. ↑  “보관된 사본” (PDF). 2022년 8월 2일에 원본 문서 (PDF)에서 보존된 문서. 2022년 5월 26일에 확인함.
355. ↑  https://www.cca-afc.com/documents/BreedStandards/SIBERIAN_20220512_192356.pdf
356. ↑  “Kucing SIBERIAN (Moscow Semi-longhair) (cat) - www.kucing.biz”. 2022년 6월 28일에 확인함.
357. ↑  “Singapura Breeders”. 《The International Cat Association》 (영국 영어). 2022년 5월 25일에 확인함.
358. ↑  “Singapura – The Cat Fanciers' Association, Inc”. 《The Cat Fanciers' Association》. 2022년 5월 26일에 확인함.
359. ↑  “보관된 사본” (PDF). 2022년 1월 7일에 원본 문서 (PDF)에서 보존된 문서. 2022년 5월 26일에 확인함.
360. ↑  https://wcf.de/pdf-de/rasse/SIN_de_2010-01-01.pdf
361. ↑  https://www.cca-afc.com/documents/BreedStandards/SINGAPURA_20220306_224226.pdf
362. ↑  “Kucing SINGAPURA (Tiriskan) (cat) - www.kucing.biz”. 2022년 6월 28일에 확인함.
363. ↑  “Kucing SKOOKUM (cat) - www.kucing.biz”. 2022년 6월 28일에 확인함.
364. ↑  “Snowshoe Breeders”. 《The International Cat Association》 (영국 영어). 2022년 5월 25일에 확인함.
365. ↑  “보관된 사본”. 2012년 11월 13일에 원본 문서 (PDF)에서 보존된 문서. 2022년 5월 26일에 확인함.
366. ↑  https://wcf.de/pdf-de/rasse/Snowshoe_2020_06_DE.pdf
367. ↑  “Kucing SNOWSHOE (cat) - www.kucing.biz”. 2022년 6월 28일에 확인함.
368. ↑  “보관된 사본” (PDF). 2022년 1월 7일에 원본 문서 (PDF)에서 보존된 문서. 2022년 5월 26일에 확인함.
369. ↑  https://www.cca-afc.com/documents/BreedStandards/SOKOKE_(Experimental)_20220306_001717.pdf
370. ↑  “Somali Breeders”. 《The International Cat Association》 (영국 영어). 2022년 5월 25일에 확인함.
371. ↑  “Somali – The Cat Fanciers' Association, Inc”. 《The Cat Fanciers' Association》. 2022년 5월 26일에 확인함.
372. ↑  “보관된 사본” (PDF). 2022년 1월 7일에 원본 문서 (PDF)에서 보존된 문서. 2022년 5월 26일에 확인함.
373. ↑  https://wcf.de/pdf-de/rasse/SOM_de_2010-01-01.pdf
374. ↑  https://www.cca-afc.com/documents/BreedStandards/SOMALI_20211101_224944.pdf
375. ↑  “Kucing SOMALI (cat) - www.kucing.biz”. 2022년 6월 28일에 확인함.
376. ↑  “Sphynx Breeders”. 《The International Cat Association》 (영국 영어). 2022년 5월 25일에 확인함.
377. ↑  “Sphynx – The Cat Fanciers' Association, Inc”. 《The Cat Fanciers' Association》. 2022년 5월 26일에 확인함.
378. ↑  “보관된 사본” (PDF). 2022년 4월 9일에 원본 문서 (PDF)에서 보존된 문서. 2022년 5월 26일에 확인함.
379. ↑  https://wcf.de/pdf-de/rasse/SPH_de_2010-01-01.pdf
380. ↑  https://www.cca-afc.com/documents/BreedStandards/SPHYNX_20220529_202420.pdf
381. ↑  “Kucing SPHYNX (Canadian Hairless, Moon cat) (cat) - www.kucing.biz”. 2022년 6월 28일에 확인함.
382. ↑  “Suphalak” (영어). 2022년 1월 27일에 원본 문서에서 보존된 문서. 2022년 6월 29일에 확인함.
383. ↑  “Kucing TENNESSEE REX (T-Rex) (cat) - www.kucing.biz”. 2022년 6월 28일에 확인함.
384. ↑  “Thai Breeders”. 《The International Cat Association》 (영국 영어). 2022년 5월 25일에 확인함.
385. ↑  “보관된 사본” (PDF). 2022년 1월 7일에 원본 문서 (PDF)에서 보존된 문서. 2022년 5월 26일에 확인함.
386. ↑  https://wcf.de/pdf-de/rasse/THA_de_2010-01-01.pdf
387. ↑  “Kucing THAI (Old-style Siamese, Thailand) (cat) - www.kucing.biz”. 2022년 6월 28일에 확인함.
388. ↑  “Kucing THAI LILAC (cat) - www.kucing.biz”. 2022년 6월 28일에 확인함.
389. ↑  “Kucing THAI POINT (Thai Blue Point, Thai Lilac Point) (cat) - www.kucing.biz”. 2022년 6월 28일에 확인함.
390. ↑  “Kucing TIBETAN (Tibetane, Tibetaan) (cat) - www.kucing.biz”. 2022년 6월 28일에 확인함.
391. ↑  “Tonkinese Breeders”. 《The International Cat Association》 (영국 영어). 2022년 5월 25일에 확인함.
392. ↑  “Tonkinese – The Cat Fanciers' Association, Inc”. 《The Cat Fanciers' Association》. 2022년 5월 26일에 확인함.
393. ↑  https://wcf.de/pdf-de/rasse/TON_de_2010-01-01.pdf
394. ↑  https://www.cca-afc.com/documents/BreedStandards/TONKINESE_20220126_225612.pdf
395. ↑  “Kucing TONKINESE (Tonks, Tonkanese) (cat) - www.kucing.biz”. 2022년 6월 28일에 확인함.
396. ↑  Patterson, Jonathan. “Toybob Breeders”. 《The International Cat Association》 (영국 영어). 2022년 5월 25일에 확인함.
397. ↑  “Toybob – The Cat Fanciers' Association, Inc”. 《The Cat Fanciers' Association》. 2022년 5월 26일에 확인함.
398. ↑  https://wcf.de/pdf-de/rasse/WCF_Rassestandard_ToyBob.pdf
399. ↑  “Kucing TOYBOB (Toy Bobtail) (cat) - www.kucing.biz”. 2022년 6월 28일에 확인함.
400. ↑  “Toyger Breeders”. 《The International Cat Association》 (영국 영어). 2022년 5월 25일에 확인함.
401. ↑  https://wcf.de/pdf-de/rasse/Toyger_DE.pdf
402. ↑  “Turkish Angora Breeders”. 《The International Cat Association》 (영국 영어). 2022년 5월 25일에 확인함.
403. ↑  “Turkish Angora – The Cat Fanciers' Association, Inc”. 《The Cat Fanciers' Association》. 2022년 5월 26일에 확인함.
404. ↑  “보관된 사본” (PDF). 2018년 12월 30일에 원본 문서 (PDF)에서 보존된 문서. 2022년 5월 26일에 확인함.
405. ↑  https://wcf.de/pdf-de/rasse/TUA_de_2010-01-01.pdf
406. ↑  https://www.cca-afc.com/documents/BreedStandards/TURKISH_ANGORA_20211031_213154.pdf
407. ↑  “Kucing ANGORA/ANGGORA/ANGOLA (Turkish Angora, Ankara Kedisi) (cat) - www.kucing.biz”. 2022년 6월 28일에 확인함.
408. ↑  “Turkish Van Breeders”. 《The International Cat Association》 (영국 영어). 2022년 5월 25일에 확인함.
409. ↑  “Turkish Van – The Cat Fanciers' Association, Inc”. 《The Cat Fanciers' Association》. 2022년 5월 26일에 확인함.
410. ↑  “보관된 사본” (PDF). 2022년 5월 8일에 원본 문서 (PDF)에서 보존된 문서. 2022년 5월 26일에 확인함.
411. ↑  https://wcf.de/pdf-de/rasse/TUV_de_2010-01-01.pdf
412. ↑  “Kucing TURKISH VAN (cat) - www.kucing.biz”. 2022년 6월 28일에 확인함.
413. ↑  “Archeology EcologyTourArmenia ravel Guide to Armenia”. 2014년 7월 5일. 2014년 7월 5일에 원본 문서에서 보존된 문서. 2022년 6월 29일에 확인함.
414. ↑  “Kucing UKRAINIAN LEVKOY (cat) - www.kucing.biz”. 2022년 6월 28일에 확인함.
415. ↑  “보관된 사본” (PDF). 2022년 6월 7일에 원본 문서 (PDF)에서 보존된 문서. 2022년 6월 7일에 확인함.
416. ↑  “Kucing URALS REX (Ural Rex) (cat) - www.kucing.biz”. 2022년 6월 28일에 확인함.
417. ↑  Cats, All About. “Ussuri” (미국 영어). 2022년 6월 29일에 확인함.
418. ↑  https://wcf.de/pdf-de/rasse/YOR_de_2010-01-01.pdf
419. ↑  https://www.cca-afc.com/documents/BreedStandards/YORK_CHOCOLATE_20200203_021149.pdf
420. ↑  “Kucing YORK CHOCOLATE (cat) - www.kucing.biz”. 2022년 6월 28일에 확인함.